# Pucayacu (Cotopaxi)
Pucayacu ist eine Ortschaft und eine Parroquia rural („ländliches Kirchspiel“) im Kanton La Maná der ecuadorianischen Provinz Cotopaxi. Die Parroquia besitzt eine Fläche von 181,2 km². Die Einwohnerzahl lag im Jahr 2010 bei 2054. Die Parroquia wurde am 27. Juli 1949 gegründet.

## Lage
Die Parroquia Pucayacu liegt an der Westflanke der Cordillera Occidental im Nordwesten der Provinz Cotopaxi. Der 650 m hoch gelegene Hauptort Pucayacu befindet sich am Nordufer des nach Westen fließenden Río Quindigua. Er liegt 28 km nordnordöstlich vom Kantonshauptort La Maná sowie 60 km westnordwestlich der Provinzhauptstadt Latacunga. Der Río Quindigua begrenzt das Gebiet im Süden und entwässert dabei den Süden der Parroquia nach Südwesten, der Río Lulu Grande den Nordteil des Verwaltungsgebietes nach Westen. Im Osten erreichen die Berge Höhen von 2900 m. Im äußersten Südwesten befindet sich der tiefste Punkt am Río Quindigua mit 400 m.
Die Parroquia Pucayacu grenzt im Süden an die Parroquia Guasaganda, im Westen an den Kanton Valencia (Provinz Los Ríos) sowie im Nordosten und im Osten an die Parroquia Sigchos des gleichnamigen Kantons.

## Ökologie
Der Osten der Parroquia liegt innerhalb der Reserva Ecológica Los Ilinizas.